# (6798) Couperin
(6798) Couperin (1993 JK1) – planetoida z grupy pasa głównego asteroid okrążająca Słońce w ciągu 5,03 lat w średniej odległości 2,94 j.a. Odkryta 14 maja 1993 roku.